# 訃報 2007年
訃報 2007年（ふほう 2007ねん）は、2007年（平成19年）中に物故した人物をまとめたものである。詳細は月別訃報記事を参照のこと。

## 月別の訃報記事一覧
- 訃報 2007年1月
- 訃報 2007年2月
- 訃報 2007年3月
- 訃報 2007年4月
- 訃報 2007年5月
- 訃報 2007年6月
- 訃報 2007年7月
- 訃報 2007年8月
- 訃報 2007年9月
- 訃報 2007年10月
- 訃報 2007年11月
- 訃報 2007年12月

## 関連書籍
- 『現代物故者事典（2006 - 2008）』日外アソシエーツ、2009年3月1日。ISBN 978-4-8169-2165-0。